# Belisario
Flavio Belisario (en latín, Flavius Belisarius, 505-565) fue el general más famoso de la historia del Imperio romano de Oriente (o Imperio bizantino) y protagonista militar de la expansión del Imperio en el Mediterráneo occidental durante el reinado de Justiniano I el Grande (527–565), quien logró reconquistar gran parte del Imperio romano de Occidente perdido hacía ya casi un siglo siguiendo su programa militar Recuperatio Imperii. Como una de las últimas figuras importantes de la tradición militar romana, lideró ejércitos imperiales contra el imperio sasánida (Persia), el reino vándalo del norte de África, el régimen ostrogodo de Italia y las tribus bárbaras que invadían Constantinopla (actual Estambul).  Se le considera uno de los mayores comandantes militares de la historia y de Bizancio.
Una de las constantes en la carrera militar de Belisario fue que recibió muy poco o ningún apoyo de su emperador Justiniano, pero aun así logró vencer en la mayoría de los casos, esto gracias a su genio militar.  Conquistó el reino vándalo del norte de África en la Guerra vándala en nueve meses y conquistó gran parte de Italia durante la Guerra gótica. También derrotó a los ejércitos vándalos en la batalla de Ad Decimum y desempeñó un papel importante en Tricamerón, obligando al rey vándalo Gelimer a rendirse. Durante la Guerra gótica, a pesar de ser significativamente inferiores en número, él y sus tropas recuperaron la ciudad de Roma y luego resistieron contra viento y marea durante el sitio de Roma.
Tras un revés en la batalla de Tannuris, ganó una batalla contra los persas en la batalla de Dara, pero fue derrotado en la de Calinico. Rechazó con éxito una incursión huna en la batalla de Melantias. También fue conocido por su capacidad para usar el engaño, rechazando una invasión persa engañando a su comandante y levantó el asedio de Ariminus (en la actual Rímini) sin luchar.
Se cree que Justiniano sentía envidia por las continuas victorias de Belisario contra todas las expectativas, ensombreciendo la ambición de Justiniano de ser considerado «Grande». Cabe destacar un cuerpo militar formado por el propio Belisario, su Regimiento Personal, pagado de su propio bolsillo, ya que Justiniano se negaba a aportar dinero. También fue uno de los últimos particulares en ejercer como cónsul romano, cargo que para este punto no era más que un título honorífico. Por todo esto, se le cita con frecuencia como uno de los «últimos romanos».

## Inicios de su carrera
Belisario nació en la ciudad de «Germanne» o «Germania», en lo que hoy en día es Sapareva Banya, en el sudoeste de Bulgaria o en Germen, una aldea en Tracia correspondiente a la actual Ormenio, Grecia.  De origen familiar ilirio, tracio o griegoBelisario se hizo soldado muy joven, y sirvió en la guardia del emperador Justino I. Tras la muerte de Justino en 527, el nuevo emperador, Justiniano I, nombró a Belisario comandante de las fuerzas imperiales en Oriente, para hacer frente a las incursiones del Imperio sasánida. Pronto demostró ser un capitán hábil y efectivo, derrotando a un ejército más grande gracias a una táctica superior. En junio de 530 comandó el ejército que venció a los persas en la batalla de Dara, a la que siguió una ajustada derrota en la batalla de Calinico en el Éufrates en 531. Tras estos encuentros militares las dos potencias (Imperios bizantino y sasánida) decidieron negociar la que sería llamada la «Paz Eterna», en la que Bizancio se comprometió al pago de altos tributos durante años.
En el año 532 era el oficial militar de mayor rango en la capital imperial, Constantinopla, cuando se produjeron las revueltas de Niká (entre las facciones del Hipódromo de las carreras de cuadrigas) que casi destronaron a Justiniano I. Belisario, con la ayuda del magister militum de Iliria, Mundus, terminó con la rebelión mediante un baño de sangre en la que pudo acabar con la muerte de 30 000 personas.

## Campañas militares

### Contra los vándalos
Como recompensa por sus esfuerzos, Justiniano nombró a Belisario comandante de una gran expedición terrestre y marítima contra el reino de los vándalos, que se preparó entre 533 y 534. Los romanos tenían razones políticas, religiosas y estratégicas para emprender dicha campaña. El rey prorromano Hilderico había sido depuesto y asesinado por Gelimer, dándole a Justiniano un pretexto legal para comenzar la expedición. Además, los vándalos profesaban el arrianismo y habían perseguido sistemáticamente a los cristianos del símbolo niceno, muchos de los cuales habían tenido que huir a los territorios del Imperio. Justiniano I también quería el control del territorio vándalo en el norte de África para garantizar el acceso a las rutas comerciales del Mediterráneo occidental, dominadas por la flota vándala. 

Aumento del territorio del Imperio bizantino entre el ascenso al poder de Justiniano I (en rojo, año 527) y su muerte (en naranja, año 565). Belisario contribuyó enormemente a la expansión del Imperio.

A finales del verano de 533 Belisario partió para África al mando de 15 000 hombres y desembarcó cerca de la ciudad de Leptis Magna, desde la cual avanzó por la calzada de la costa hacia la capital del reino, Cartago. A 10 millas de Cartago, las fuerzas de Gelimer (que acababa de ejecutar a Hilderico) y Belisario se encontraron finalmente, en la batalla de Ad Decimum (13 de septiembre de 533). La batalla estuvo a punto de convertirse en una derrota romana: Gelimer había elegido bien su posición y tuvo algunos éxitos contra las fuerzas enemigas en la calzada principal. Los romanos, por su parte, parecían dominar tanto en el lado derecho como el izquierdo de la calzada. Sin embargo, en el momento cumbre de la batalla, Gelimer se distrajo con la noticia de la muerte de su sobrino. 
Esto dio a Belisario la oportunidad de reagruparse, y continuó hasta alcanzar la victoria y apoderarse de Cartago. Una segunda victoria en Tricamerón terminó con la rendición de Gelimer a comienzos del año 534, en el monte Papua, permitiendo que las antiguas provincias romanas del norte de África fueran reincorporadas al Imperio romano de oriente. En reconocimiento por este logro, Belisario recibió un triunfo (en muchas publicaciones se considera el último que fue otorgado en la historia del Imperio romano pero no es así, se siguieron realizando en Constantinopla y Atenas. El último recogido por las fuentes es el otorgado por el Senado o Synkletos al emperador Manuel I Comneno en Constantinopla en el año 1151) a su vuelta a Constantinopla. En la procesión que se llevó a cabo en la celebración se mostraron los despojos del Templo de Jerusalén, que estaban en poder de los vándalos y que se habían recuperado de su capital. Se imprimieron medallas en honor de Belisario con la inscripción Gloria Romanorum (Gloria de los romanos), si bien no parece que ninguna haya llegado hasta nuestros días. Belisario también fue nombrado cónsul único en 534, siendo uno de los últimos individuos en ocupar este puesto que para entonces ya era un mero puesto simbólico, reliquia de la antigua República romana.

### Contra los ostrogodos
El emperador Justiniano I estaba ahora resuelto a recuperar todo el territorio posible de lo que anteriormente había sido el Imperio romano de Occidente (y más teniendo en cuenta que gracias a la "Paz Eterna" podía concentrar sus esfuerzos sin tener que protegerse de invasiones orientales). En 535 ordenó a Belisario atacar a los ostrogodos. 
Belisario conquistó rápidamente la isla de Sicilia y luego cruzó a Italia, donde tomó Nápoles y Roma en 536. El siguiente año defendió la ciudad de Roma ante el contraataque de los ostrogodos, y se desplazó al norte para tomar Mediolanum (actual Milán) y en 540 la capital ostrogoda de Rávena, donde capturó al rey ostrogodo Vitiges. Poco antes de la toma de Rávena, los ostrogodos ofrecieron a Belisario convertirle en el emperador de Occidente. Belisario simuló aceptar con el propósito de que le permitiesen la entrada en Rávena acompañado de sus tropas veteranas. Sin embargo, una vez dentro, Belisario capturó a Vitiges y aprovechó la falta de liderazgo en las tropas ostrogodas para asegurar la ciudad. Con ello, proclamó la conquista de Rávena en nombre de su emperador, Justiniano.
Es posible que la oferta de los ostrogodos hiciese surgir sospechas en la mente de Justiniano. El hecho es que Belisario fue apartado del mando de Italia, y llamado de nuevo a Oriente para encargarse de la conquista persa de Siria, una provincia que, por otra parte, era crucial para el Imperio (los persas habían vuelto a las hostilidades con Constantinopla). Belisario llegó al campo de batalla y llevó a cabo una breve e inconclusa campaña militar durante los años 541 y 542. Finalmente logró negociar una tregua (ayudado con el pago de una cuantiosa suma de dinero, de unas 5000 libras de oro), en la cual los persas se comprometieron a no atacar territorios bizantinos en un plazo de cinco años.
Belisario volvió a Italia en 544, y se encontró que la situación había cambiado enormemente. En 541 los ostrogodos habían elegido a Totila como nuevo rey, y se habían embarcado en una nueva campaña contra los bizantinos, recapturando todo el norte de Italia e incluso expulsando a los bizantinos de Roma. Belisario logró volver a tomar Roma brevemente, pero su campaña en Italia resultó un fracaso, gracias en gran medida a la ausencia de apoyo en cuanto a provisiones y refuerzos desde Constantinopla (provocada probablemente por la ausencia de apoyo imperial, dado que Justiniano I por entonces veía en Belisario a un peligroso candidato potencial al trono). Justiniano lo relevó del cargo, dejando al mando al eunuco Narsés, que fue capaz de llevar la campaña a buen término (en este caso, con un apoyo imperial mayor). Por su parte, Belisario se retiró de la vida militar.

### Últimas campañas y final de su vida
A su regreso definitivo a Constantinopla recibió el título de magister militum per Oriente. Belisario se vio obligado a volver a la vida militar en 559, debido a que un ejército de cutriguros liderados por un caudillo de nombre Zabergán cruzó el Danubio invadiendo territorio bizantino —a esa invasión las fuentes bizantinas se refieren como hunos— y llegando hasta las afueras de Constantinopla. Justiniano volvió a llamar a Belisario, y le encargó defender la capital del Imperio frente al ataque. En su última batalla, Belisario armó a toda prisa un ejército con veteranos que habían servido a sus órdenes, derrotó a los cutriguros y los expulsó de nuevo al otro lado del Danubio.
En el año 563 Belisario fue juzgado en Constantinopla acusado de corrupción. Las investigaciones modernas sugieren que un enemigo suyo, su anterior secretario Procopio de Cesarea, autor de la Historia secreta, fue el encargado de juzgarlo. Belisario fue declarado culpable y encarcelado. Sin embargo, poco después de la condena Justiniano lo perdonó, ordenó su puesta en libertad y le devolvió el favor real en la corte. La conocida leyenda de que le fueron sacados los ojos y pidió limosna por las calles de Constantinopla es probablemente falsa. Belisario y Justiniano murieron con pocas semanas de diferencia entre ellos, ambos en el año 565. Entre los dos habían incrementado el tamaño del Imperio un 45 %.

## La leyenda de Belisario como mendigo ciego

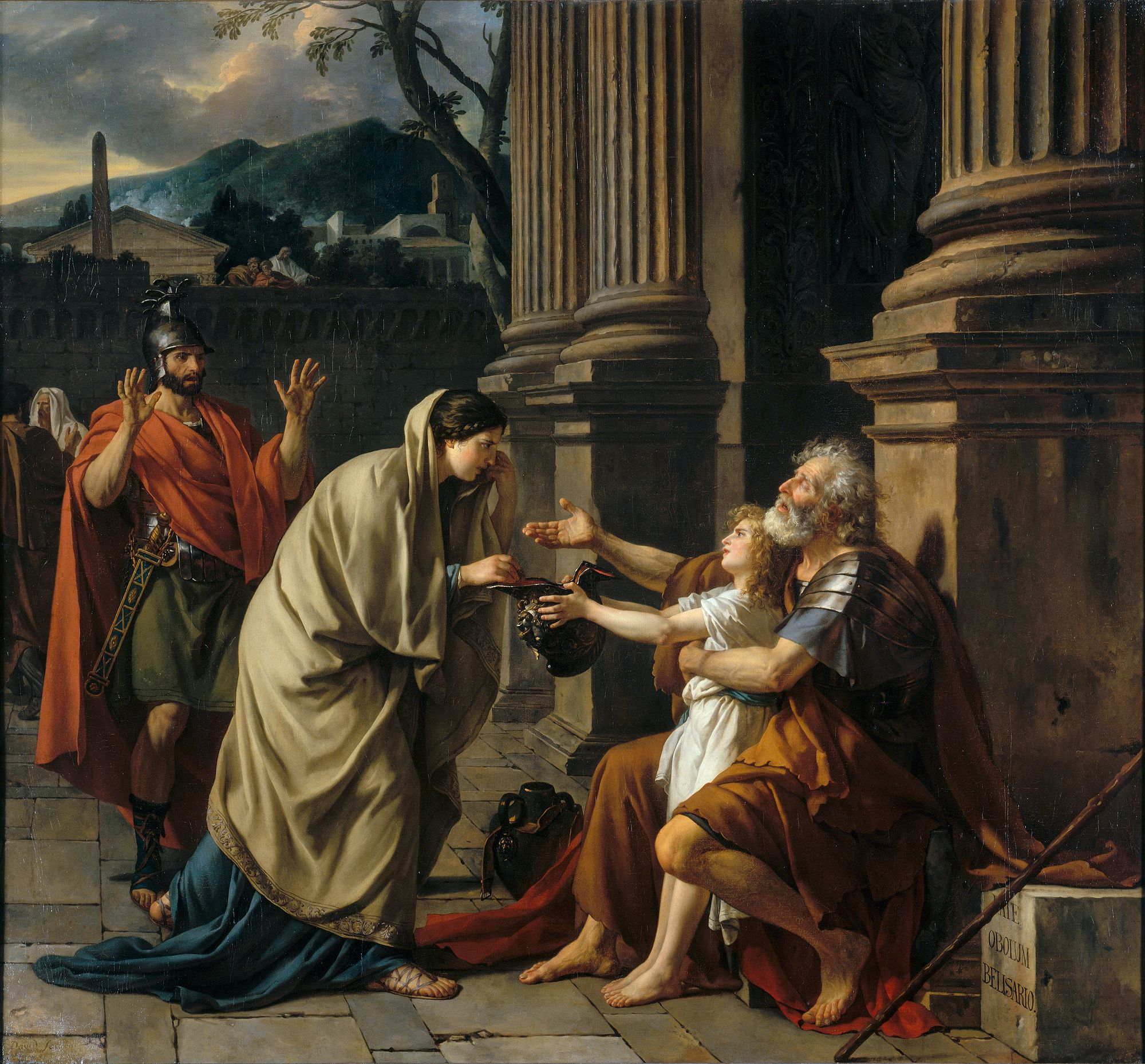
Belisario, por Jacques-Louis David (1781).

De acuerdo con una historia que fue sumando popularidad durante la Edad Media, se dice que Justiniano ordenó que a Belisario le fuesen sacados los ojos, y que se lo redujese al estado de mendigo, condenado a pedir a los viandantes que «diesen un óbolo a Belisario» (date obolum Belisario), antes de que fuese perdonado. La mayoría de los estudiosos modernos creen que la historia es apócrifa, si bien Philip Stanhope, filólogo británico del siglo XIX que escribió la obra Life of Belisarius (la única biografía exhaustiva del general), creía que la historia era cierta. Tras un estudio de las fuentes primarias, Stanhope desarrolló una argumentación que defendía su autenticidad, si bien dicha argumentación no es del todo convincente. Aunque la leyenda sigue siendo muy dudosa, tras la publicación de la novela de Jean-François Marmontel Belisario, en 1767, esta historia se convirtió en un tema bastante popular para sucesivos pintores de finales del siglo XVIII, que vieron un cierto paralelismo entre la forma de actuar de Justiniano I y la represión impuesta por sus gobernantes. Por ello, la novela de Marmontel fue censurada públicamente por Louis Legrand. Marmontel y los pintores y escultores (hay un busto de Belisario realizado por el escultor francés Jean-Baptiste Stouf en el Museo J. Paul Getty) representaron a Belisario como una especie de santo, en el sentido no religioso del término, que compartía el sufrimiento de los pobres y necesitados. La más famosa de estas pinturas, realizada por Jacques-Louis David, combina temas de caridad (el alma del que da), injusticia (Belisario) y la reversión radical del poder (el soldado que reconoce a su antiguo comandante). Otros lo retratan ayudado por los pobres tras ser rechazado por los poderosos.

## Belisario en la ficción
Belisario fue representado en muchas obras de arte anteriores al siglo XX. Las más antigua de las que se conservan es un tratado históricos redactado por su propio secretario, Procopio titulado Anécdota, aunque llamado comúnmente la Historia arcana o la Historia secreta. Es un extenso ataque a Belisario y a Antonina, que lo describe a él como un idiota cegado por el amor y a su esposa como infiel. Otras obras posteriores son:
- Belisario, siglo XIX, poema de Henry Wadsworth Longfellow.
- Beliar, siglo XVIII, poema de Friedrich de la Motte Fouqué.
- La historia y vida de Belisario, que conquistó África e Italia, con un relato de su desgracia, la ingratitud de los romanos y un paralelismo entre él y un héroe moderno, drama de John Oldmixon.
- Belasario, 1724, drama de William Philips.
- Belisario, 1742, novela de John Downman.
- Belisario, 1767, novela de Jean-François Marmontel.
- Belisario, ópera del siglo XIX de Gaetano Donizetti.
- Belisario: El primero será el último, novela de 2006 de Paolo Belzoni.
- Fundación e Imperio, de Isaac Asimov. Dentro del Ciclo de Trantor el autor crea un paralelismo entre el general del Imperio Galáctico Bel Riose y el bizantino Belisario, siendo el primero un anagrama del segundo. Asimov reflexiona con este personaje sobre los motivos del trato desfavorable que dio Justiniano a Belisario.
- El Conde Belisario (1938), famosa novela histórica del escritor Robert Graves. El libro, escrito desde el punto de vista del eunuco Eugenio, sirviente de la mujer de Belisario (pero realmente basado en la Historia secreta del antiguo secretario de Belisario, Procopio), retrata a Belisario como un hombre honorable y solitario en un mundo corrupto, y muestra la imagen no sólo de sus grandes logros militares sino también de los acontecimientos de la época, tales como las políticas relacionadas con las carreras de carros del hipódromo, que a menudo llevaban a enfrentamientos abiertos entre las facciones, o las intrigas entre el emperador Justiniano I y la emperatriz Teodora.

- «A quien ya no es joven», soneto de Jorge Luis Borges incluido en su libro El otro, el mismo (1964), alude a la leyenda del Belisario mendicante: «Ya puedes ver el trágico escenario / y cada cosa en lugar debido; / la espada y la ceniza para Dido / y la moneda para Belisario».[15]